# ズグロマイコドリ
ズグロマイコドリ (Piprites pileata) は、鳥綱スズメ目タイランチョウ科ズグロマイコドリ属に分類される鳥類。

## 分布
ブラジル（サンタ・カタリーナ州、サン・パウロ州、パラナ州、リオ・デ・ジャネイロ州、リオグランデ・ド・スル州）

## 形態
全長11センチメートル。頭部は黒い。背中は赤褐色。喉から胸部にかけてと体側面は黄色みをおびた明褐色、腹部の羽衣は淡黄色。尾羽は褐色で、中央尾羽は黒い。翼は黒く、羽先は黄白色。

## 人間との関係
生息数の推移に関するデータはないものの森林伐採や観光開発・農地開発・植林などによる生息地の破壊により、生息数は減少していると考えられている。